# Open Society Foundations
 (novembre 2013).
Si vous disposez d'ouvrages ou d'articles de référence ou si vous connaissez des sites web de qualité traitant du thème abordé ici, merci de compléter l'article en donnant les références utiles à sa vérifiabilité et en les liant à la section « Notes et références ».
L'Open Society Foundations (OSF) est un réseau de fondations créé en 1979, par le milliardaire et philanthrope américain George Soros. Les objectifs de ce réseau sont de promouvoir la gouvernance démocratique, les droits de l'homme et des réformes économiques, sociales et légales.
Connu sous le nom d'Open Society Institute, son nom a été changé en août 2010 pour mieux refléter son activité.

## Histoire
L'OSF inscrit à l'origine son activité dans la lutte contre les discriminations, les droits des minorités et le droit à l'éducation. La fondation commence par soutenir, à travers un système d'attribution de bourses, des étudiants noirs à l'université du Cap en Afrique du Sud. Elle permet aussi aux étudiants dissidents d'Europe de l'Est de partir étudier à l'étranger. En 1984, George Soros finance une fondation hongroise dont le but est de distribuer des tracts dans les universités, les librairies et aux groupes de la société civile pour diffuser une autre information que celle du parti communiste.
À la chute du mur de Berlin, l'OSF contribue à créer des fondations en Europe de l'Est et en Asie centrale afin de faire émerger des gouvernements démocratiques et des sociétés « ouvertes » dans les anciens pays d'Union soviétique. L'OSF souhaite faire émerger une nouvelle génération de leaders politiques et économiques. Pour cela, elle crée en 1991 l'université d'Europe centrale, centre de recherche et d'analyse politique qui promeut les principes d'ouverture et de démocratie.
En 1993, l'OSF distribue 10 millions de dollars d'aide humanitaire et d'aide d'urgence pendant la guerre en Yougoslavie. L'arrivée d'Aryeh Neier (en) à la présidence de l'OSF marque un tournant. Les dépenses annuelles atteignent l'année suivante 300 millions de dollars. Grâce à des programmes innovants, l'OSF se dote d'une capacité d'intervention rapide à l'international. Elle aide les réfugiés birmans et les dissidents qui souffrent du régime militaire. En Afrique du Sud, elle participe à la création de logements low cost et contribue à mettre en place des réformes juridiques et politiques pour aider la majorité noire du nouveau gouvernement, ainsi que pour promouvoir les initiatives locales. Aux États-Unis, l'OSF investit les thématiques de l'amélioration des soins en fin de vie, la réforme de la politique sur les drogues, le changement du système judiciaire et carcéral, ou encore la réforme de la politique d'immigration. Elle expérimente à Baltimore des programmes de soutien scolaire ou encore des programmes de cure de désintoxication.
En 2010, l'OSF intervient sur toutes les régions du monde. Partout elle promeut la gouvernance démocratique, le respect du droit, la protection des droits des minorités et les libertés politiques. En 2012, Aryeh Neier est remplacé par Chris Stone, expert international sur la réforme de la justice pénale et sur le leadership des ONG.

## Activités
À l'échelon international et des continents, le réseau travaille à construire des alliances transfrontières et transcontinentales sur des questions comme la corruption, et la lutte contre les atteintes aux droits de l’homme.
Aux échelles locales, l'OSF met en œuvre des initiatives visant à appuyer la primauté du droit, l'éducation, la santé publique (en luttant notamment contre les grandes épidémies, d'hépatite ou HIV par exemple) et l'indépendance des médias. Un des objectifs majeurs de l'OSF est le développement d'organisations de la société civile : associations caritatives, les groupes autochtones, les communautés et syndicats, pour encourager la participation à la démocratie et la société.
Elle participe aux efforts du gouvernement américain visant à renverser le président serbe Slobodan Milošević.
À titre d'exemple, en Ukraine notamment, la National Endowment for Democracy a ainsi financé de nombreuses structures associées aux Open Society Foundations comme le National Democratic Institute for International Affairs (NDI). La branche ukrainienne de l'Open Society Foundations est cofinancée par le National Endowment for Democracy (NED).
En Afrique et spécifiquement en Tunisie,elle finance des ONG et autres associations dit " pro-démocratie " comme Al Bawsala dans l'optique de renverser le Président en place Kais Saied,.

## Le programme Open Society Justice Initiative
Open Society Justice Initiative est un programme qui utilise le droit pour protéger et habiliter les individus à prendre des initiatives qui soutiennent les valeurs et le travail d'OSF. Le recours judiciaire, le plaidoyer et une assistance technique en faveur du respect des droits de l'homme. Les juristes rattachés au programme effectuent des recours devant les juridictions nationales et internationales.
Le programme propose également de la documentation et des solutions. Il s'agit de rendre responsable les décideurs sur leurs engagements et sur leurs actes, notamment en matière de crimes internationaux, discrimination raciale et apatridie, la réforme de la justice pénale, les abus liés aux conditions de sécurité nationale et de lutte contre le terrorisme, la promotion de la liberté d'information et d'expression et la lutte contre la corruption liée aux ressources naturelles.
En France, l'OSJI s'est positionnée de manière pionnière sur la thématique du contrôle au faciès. Elle agit avec Human Rights Watch « au sein d’une coalition réunissant six organisations non gouvernementales françaises pour faire pression sur le gouvernement, afin que la police ne dispose plus de pouvoirs lui permettant de mener des contrôles d’identité abusifs ». En 2013, elle publie le rapport « L'Égalité trahie » sur l'impact de ces contrôles sur l'individu et sur la société,.

## Exemples defondationsdu réseau
- Otpor[18], organisation ayant servi à renverser le régime de Slobodan Milošević en Serbie.
- CEDAR , premier réseau européen de professionnels musulmans[19].
- L'Université d'Europe centrale[20]
- Les projets éditoriaux de Global Voices, y compris RuNet Echo[20].
- Le Réseau Technology for Transparency[20]
- International Renaissance Foundation, qui vise à renforcer la création d’une société ouverte, démocratique en Ukraine[21].
- Fondation Stefan Batory, créée en 1988 en Pologne[22],[23]
- Open Society Initiative for West Africa (en) (OSIWA)[24].
- Fondation Estonie Ouverte

## Projets soutenus
- GayFest[25] qui est le festival gay annuel de Bucarest en Roumanie.
- Digital Freedom Foundation (avec la Fondation Ford et la Fondation Adessium)[26].
- Civil Liberties Union for Europe (de) (Liberties), une ONG pour les libertés civiles et les droits humains dans l'Union européenne, a reçu le soutien de la fondation Open Society Initiative for Europe (OSIFE) liée à Open Society Foundations[27].

En octobre 2017, George Soros transfère une partie de sa fortune, 18 milliards de dollars, à la fondation.